# Савинов Олексій Миколайович
Савинов Олексій Миколайович (1906—1976) — радянський мистецтвознавець, педагог і музейний працівник, автор багатьох книг з історії російського і радянського мистецтва, доктор мистецтвознавства, професор.
Навчався в Ленінграді, в 1929 році закінчив факультет (відділення) образотворчого мистецтва Державного інституту історії мистецтв.
Працював у Державному Російському музеї, з 1934 року по кінець 1950-х років був завідувачем відділом живопису XVIII — першої половини XIX століття. У 1946—1950 роках за сумісництвом працював асистентом на кафедрі історії російського мистецтва історичного факультету Ленінградського державного університету, читав лекції з історії російського мистецтва та музейної справи.
Протягом багатьох років викладав в Інституті живопису, скульптури та архітектури імені І. Ю. Рєпіна, спочатку в якості доцента, а потім — професора. Читав курси з історії російського мистецтва та музейної справи, деякий час був завідувачем кафедри російської і радянського мистецтва факультету теорії та історії мистецтв. 1973 року захистив докторську дисертацію за темою «До історії російського мистецтва XIX століття».